# Museo Mar Marina de Burdeos
El Museo Mar Marina (MMM) (en francés Musée Mer Marine Bordeaux) es un museo privado situado en la ciudad de Burdeos, Francia, que presenta una colección permanente dedicada a la temática del mar, la navegación y la Marina a lo largo de la historia, así como exposiciones temporales, fue inaugurado en 2019.

## Historia e instalaciones
Norbert Fradin, impulsor del proyecto, anunció en 2012 su intención de crear un lugar de intercambio entre el mundo del mar y la cultura. El inicio de las obras tuvo lugar el 28 de abril de 2016 (colocación de la primera piedra).
Para la inauguración del museo se debían reunir 41 cuadros de Monet6. El 1 de junio de 2018, el museo Marmottan Monet suspendió el préstamo de 57 obras "al no cumplirse las condiciones de conservación y seguridad", un experto consideró que la presencia residual de polvo de construcción era demasiado significativa. Dos semanas antes de la inauguración del museo, esta decisión provocó la cancelación de la exposición inaugural.
Para albergar el museo se construyó un edificio de 13.000 m². Incluye 7.500 m² de salas de exposición, alrededor de los cuales se distribuyen 3.000 m² de jardines. El museo está construido según los planos de un arquitecto bordelés, Olivier Brochet, conocido por sus colaboraciones en otros museos, como el Museo de la Orangerie o el Museo del Hombre. El museo se abrió al público finalmente en 2019.

## Contenido y colecciones
Desde el 21 de junio de 2019, el recorrido permanente presenta un recorrido cronotemático en tres niveles y más de 6.000 m². Es la historia universal de la navegación en todo el mundo, la riqueza de los conocimientos técnicos, los grandes descubrimientos, las expediciones científicas o las batallas navales utilizando 10.000 objetos marinos, como barcos de tamaño natural, maquetas, instrumentos de navegación, mapas, atlas y obras de arte, con especial atención a Burdeos y su región. Parte de los fondos proceden de la colección personal del fundador del museo, Norbert Fradin.
La planta baja y el primer piso están dedicados a colecciones muy variadas sobre la historia, la ciencia y el arte del mar y la marina. Hay una nueva narración, así como numerosas respuestas a preguntas sobre el nacimiento de la navegación, esta aventura humana del mar en la inmensa evolución de los océanos, desde los tiempos geológicos hasta las preocupaciones medioambientales del siglo XXI.
En la segunda planta del museo se exponen colecciones temporales, durante 2024 se expone una muy destacable muestra de la obra pictórica colorista del cantautor Pascal Obispo bajo el título "Art Therapy", su obra desarrollada entre 2018 y 2022.
La entrada principal del museo recibe al visitante con una impresionante escultura plateada de un tiburón capturado, obra de Philippe Pasqua.